# 紫口旋螺
紫口旋螺，又名鸽螺，是新腹足目旋螺科鸽螺属的一個腹足綱軟體動物的海螺物種。

## 分佈
主要分佈於印度尼西亚、中国大陆、台湾。
常栖息在潮间带礁岩地区。